# Корине Маух
Корине Маух (на немски: Corine Mauch) е швейцарски политик, дългогодишен член на общинския съвет на Цюрих от Швейцарската социалдемократическа партия. През март 2009 г. е избрана за кмет (Stadtpräsidentin) на Цюрих с 58% от гласовете. На 1 май 2009 г. встъпва в длъжност. Маух е първата жена и първия политик с открита хомосексуална ориентация начело на града. Тя е преизбрана с 63139 гласове през март 2018 г.

## Биография
Маух е родена в САЩ на 28 май 1960 г. в семейството на Урсула Маух, също виден политик. Детството на Корине преминава в САЩ и в швейцарския кантон Ааргау. През младостта си е член (басист) в няколко музикални групи, участва в природозащитни дейности. Завършва аграрна икономика във Федералния технологически институт в Цюрих (ETH Zürich) и специализира във Висшия институт по публична администрация (IDHEAP). Живее в граждански съюз с партньорката си от над 15 години, музикантката Юлиана Мюлер.